# 可愛手翔
可愛手 翔（かわいで しょう、1975年5月30日 - ）は、日本の元AV女優。

## 略歴・人物
「元祖フードル（風俗アイドル）」とも呼ばれ、風俗誌をはじめ一般週刊誌でもグラビアを飾り写真集も出版。
テレビのほか『飛び出せ! 全裸学園』（企画：テリー伊藤、監督：河崎実）などビデオにも出演した。
1996年にAV女優に転身し、『風俗アイドルNo.1』（アトラス）でAVデビュー。

## 出演作品

### アダルトビデオ
- 風俗アイドル No.1　（1996年2月20日、アトラス）　※AVデビュー作
- とびきり昇天させたげる　（1996年4月16日、アトラス）
- 恋はピキピキ　（1996年5月31日、宇宙企画）
- GO　（1996年7月21日、宇宙企画）
- あいしてる　（1996年8月25日、宇宙企画）
- アトラス GORGEOUS　（1996年8月30日、アトラス）…総集編　他出演:桜樹ルイ、水谷リカ、城麻美、麻宮淳子、日吉亜衣、宮木汐音、水原美々、倉田千佳
- 宇宙企画 '96 DELUXE　（1996年11月10日、宇宙企画）…総集編　他出演:三原夕香、橘未稀、筒井チカ、藤沢京子、杉本れいな、吉永クリス、武藤かなえ、牧野さおり、南野まりあ
- 愛奴たちの館　（1997年3月31日、エイトマン）…共演:麻生早苗、須藤あゆみ、早瀬まみ、澤田みづほ
- ナースの花ビラ 舐め愛レズ　（1997年7月25日、ミス・クリスティーヌ）…共演:森本みう
- AVアイドル大集合! スーパーエロすぐり8連発　（1997年8月27日、エイトマン）…総集編　他出演:三原夕香、矢沢ようこ、三枝美憂、後藤えみり、北原梨奈、川奈由依、岡村奈々
- どっぴゅん! コスチューム8連発!　（1997年11月22日、ミス・クリスティーヌ）…総集編　他出演:星野杏里、永井まどか、杉本れいな、森本みう、武藤かなえ、砂山あきら、大倉由希恵

他

### オリジナルビデオ
- 飛び出せ! 全裸学園　（1995年7月、安売王ビデオ）
- 全裸女社長 漫遊記　（1995年、安売王ビデオ）
- Q嬢の物語　（1996年9月21日、センテススタジオ）
- 美乳大作戦 メスパイ　（1997年2月1日、東映ビデオ）

## 書籍

### 写真集
- 可愛手翔 写真集　（1995年10月、スコラ、撮影:野村誠一）

## 雑誌掲載
- VIDEO BOY(No.150 英知出版)